# Sphaeralcea munroana
Sphaeralcea munroana là một loài thực vật có hoa trong họ Cẩm quỳ. Loài này được (Douglas ex Lindl.) Spach ex A.Gray miêu tả khoa học đầu tiên năm 1887.